# Karwinskia tehuacana
Karwinskia tehuacana är en brakvedsväxtart som beskrevs av R. Fernández Nava och N. Waksman. Karwinskia tehuacana ingår i släktet Karwinskia och familjen brakvedsväxter. Inga underarter finns listade i Catalogue of Life.